# 安徽公安学院
安徽公安学院是中华人民共和国的一所全日制本科公办普通高等学校，位于安徽省巢湖市。
2024年2月23日，中华人民共和国教育部同意设置安徽公安学院。同年4月22日，正式揭牌。